# Rolf Illig
Rolf Illig (* 30. Mai 1925 in Berlin; † 24. Februar 2005 in Issing) war ein deutscher Schauspieler und Sprecher literarischer Radioproduktionen.

## Leben
Illig geriet während des Zweiten Weltkriegs in amerikanische Kriegsgefangenschaft. Nach der Entlassung nahm er an der Otto-Falckenberg-Schule in München Schauspielunterricht.
Illig wirkte in zahlreichen Film- und Fernsehproduktionen mit. Für den Bayerischen Rundfunk arbeitete er viele Jahre als literarischer Sprecher. In den 1970er Jahren moderierte er für das damalige Schulfernsehen des Bayerischen Rundfunks die Sendung Pauk mit: Latein.
In dem Film Höhenfeuer spielte Rolf Illig 1985 den Vater des jugendlichen Hauptdarstellers, 1988 in Wallers letzter Gang die Hauptrolle eines Streckengehers der Bahnstrecke Kempten–Isny.
Durch einen Unfall zum Rollstuhlfahrer geworden, zog sich Illig in seinen letzten Lebensjahren immer mehr aus der Öffentlichkeit zurück.

## Filmografie (Auswahl)
- 1963: Der Chef wünscht keine Zeugen
- 1967: Die widerrechtliche Ausübung der Astronomie (als Sprecher)
- 1971: Land des Schweigens und der Dunkelheit (als Sprecher)
- 1974: Die Ameisen kommen
- 1978: Der Vormund und sein Dichter
- 1982: Meister Eder und sein Pumuckl (Fernsehserie, Folge Der rätselhafte Hund)
- 1983: Martin Luther
- 1983: Die Schaukel
- 1985: Höhenfeuer
- 1988: Wallers letzter Gang
- 1989: Meister Eder und sein Pumuckl (Fernsehserie, Folge Pumuckl will eine Uhr haben)
- 1991: Ende der Unschuld
- 1992: Salz auf unserer Haut
- 1992–1995: Marienhof
- 1993: Tatort – Gefährliche Freundschaft (Fernsehreihe)
- 1995: Polizeiruf 110 – 1A Landeier (Fernsehreihe)
- 1997: 14 Tage lebenslänglich
- 1997: Der Bulle von Tölz: Leiche dringend gesucht
- 1998: Tatort – Gefallene Engel
- 1999: Großstadtrevier – Diamantenfieber
- 1999: Sturmzeit, 5-teiliger Fernsehfilm, Teil IV–V
- 2000: Tatort – Rattenlinie
- 2000: Tatort – Von Bullen und Bären
- 2001: Sehnsucht nach Sandin

## Auszeichnungen
- Preis der deutschen Filmkritik
- Bundesfilmpreis in Silber
- 1979: Adolf-Grimme-Preis mit Gold für Der Vormund und sein Dichter (zusammen mit Percy Adlon)